# Nadym (stad)
Nadym (Russisch: Надым) is een stad in het autonome district Jamalië binnen de Russische oblast Tjoemen in het noorden van West-Siberië. De stad ligt aan de westoever van de gelijknamige rivier de Nadym en is het bestuurlijk centrum van het district Nadymski. Nadym ligt op 563 kilometer ten zuidoosten van Salechard en 1225 kilometer ten noorden van Tjoemen.
De oorsprong van het hydroniem Nadym is onduidelijk. Een waarschijnlijk geachte verklaring is dat het afkomstig is van het Nenetse woord njadem, hetgeen "rendiermossig" betekent. Andere mogelijkheden zijn het Nenetsische dialectische nado ("steile abrupte helling") en de vooroudernaam Nadangga ("vreemd" of "buitenaards").

## Geschiedenis
De eerste nederzetting met de naam Nadym bestond waarschijnlijk vanaf het midden van de 11e eeuw tot de winter van 1730 op 1731, zo is vastgesteld bij archeologische opgravingen. Dit was een Nenetsische vesting op de westoever van de Nadym op 25 kilometer van de monding in de Obboezem en 80 kilometer van de huidige plaats met een totale oppervlakte van maximaal 1800 m², waarvan in 2006 door erosie nog ongeveer 1200 m² over was. Bij de opgravingen werden verder resten van kotsjen (Pomoorse schepen) gevonden en Perzische voorwerpen, wat erop kan wijzen dat de stad toen ook al sterk was gericht op de handel. De eerste vermelding van deze plaats stamt uit een kroniek uit 1598, die een Pomoorse industrieel genaamd Joeri Dolgoesjin, optekende toen hij hier overwinterde tijdens zijn tocht naar Mangazeja. De plaats werd toen Nadym-vozj genoemd, waarbij vozj Ostjaaks is voor "kleine stad". Aan het einde van de 17e eeuw werd de plaats ingetekend op de Russische kaarten. Het werd in de 17e en het begin van de 18e eeuw in Russische documenten aangeduid als een onafhankelijke plaats, waar de residentie van de Nenetsische en Chantische prinsen zich bevond.
Op een kaart van het gouvernement Tobolsk uit 1802 staat Nadym echter ingetekend als een grote plaats.
In de tweede helft van de 19e eeuw werd de plaats echter weer verlaten om onduidelijke redenen. Eind 19e eeuw ontstond de grootste Siberische visindustrie langs de Obboezem, die echter in het begin van de 20e eeuw weer instortte samen met de handel. De lokale Nenetsen deden toen al op kleine schaal aan het houden van rendieren. In 1929 werd als onderdeel van de collectivisatie de eerste rendierensovchoz van Jamalië gesticht op de oostelijke oever van de Nadym. Hieromheen stond een nederzetting, die nu Stary Nadym ("Oud-Nadym") wordt genoemd. In 1934 werd deze sovchoz echter alweer opgeheven en werd Nadym gemaakt tot een handelsplaats, waar bont werd opgekocht van en goederen werden verkocht aan de lokale bevolking.
In 1942 werd op de plaats van dit handelsstation een start gemaakt met de bouw van een nederzetting, die echter weer in 1949 werd ontruimd in verband met de aanleg van de Poolcirkelspoorlijn van Salechard naar Igarka door de stad. In 1950 werd hiervoor het spoorwegstation Nadym gesticht. In 1953 werd het werk hieraan echter stilgelegd en werd de spoorlijn grotendeels aan zijn lot overgelaten. Het gedeelte tussen Salechard en Nadym bleef in functie tot de jaren 80, toen ook deze werd opgegeven. In 1967 bestond het gedeelte op de westelijke oever nog slechts uit wat houten barakken. In 1968 begon daar de bouw van een werknederzetting (Novy Nadym; "Nieuw-Nadym") in verband met de exploitatie van het aardgasveld Medvezje. Spoedig daarna werden nog meer gasvelden geopend voor exploitatie en op 9 maart 1972 kreeg Nadym de status van stad. Om de stad en haar inwoners te beschermen tegen de ijskoude toendrawinden werd een buitenring van gebouwen in hoefijzervorm geplaatst om de wind te breken.

## Economie en transport
In Nadym bevinden zich een aantal grote constructiebedrijven, maar Nadym is vooral een typische gasstad, met Nadymgazprom als de belangrijkste werkgever. Dit bedrijf is een dochteronderneming van Gazprom dat ongeveer 40% van al het Russische gas uit de grond haalt. Bij Nadym start een aantal gaspijpleidingen naar de Oeral, de Wolgaregio en naar de rest van Rusland. Vanuit Nadym werd ook onder andere de gasnederzetting Jamburg opgezet.
De stad heeft haar eigen luchthaven Nadym. Momenteel wordt de poolcirkelspoorlijn gedeeltelijk herbouwd in de vorm van een nieuwe spoorverbinding tussen Salechard en Nadym in het kader van het project Industriële Oeral - Arctische Oeral. Wanneer deze verbinding en de spoorbrug over de Ob voltooid zullen zijn, krijgt de stad een directe spoorverbinding met de rest van Rusland. Sinds 1999 wordt er ook gebouwd aan een weg tussen Salechard en Nadym en verder naar Novy Oerengoj en aan een bijna 2 kilometer lange brug hiervoor over de rivier de Nadym.

## Onderwijs
In de stad bevinden zich het Humanistisch instituut van West-Siberië en dependances van de Staatsuniversiteit van Tjoemen, de Staatsuniversiteit van Tjoemen voor Olie en Gas, het Instituut voor bedrijveninfrastructuur, het Psycho-sociaal instituut van Moskou en de Siberische Staatsuniversiteit voor Lichamelijke Cultuur en Sport.
| 1959 | 1970 | 1979   | 1989   | 2002   |
| ---- | ---- | ------ | ------ | ------ |
| 300  | 900  | 20.000 | 52.586 | 45.943 |

## Afbeeldingen

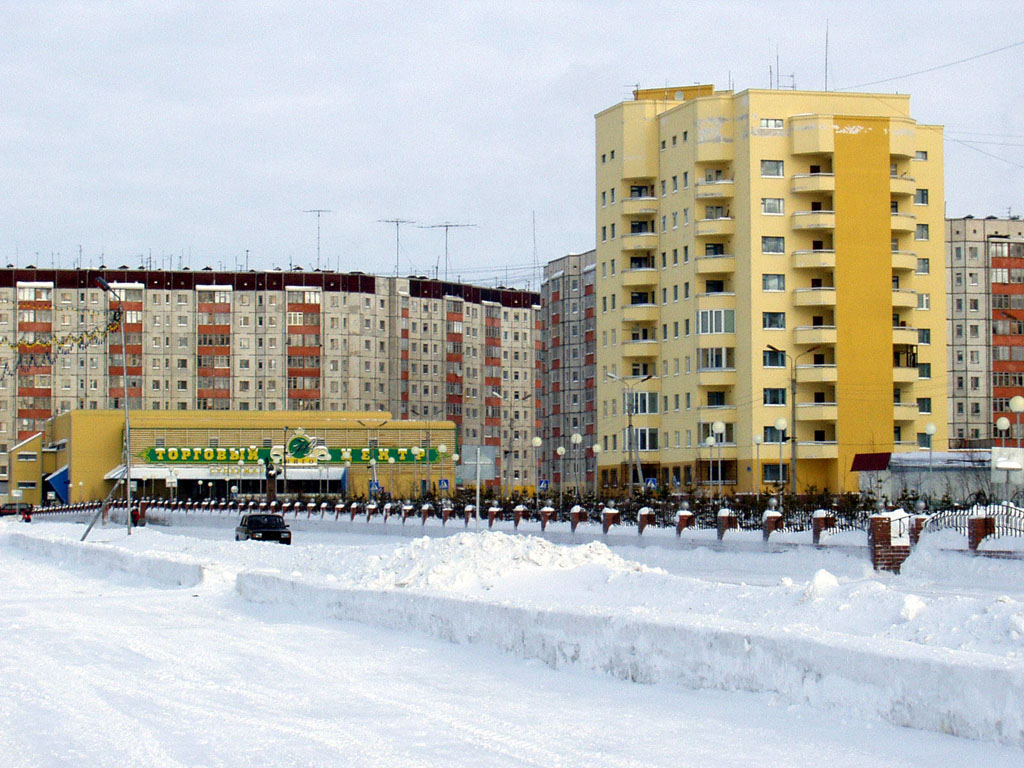
Winkelcentrum in de stad.
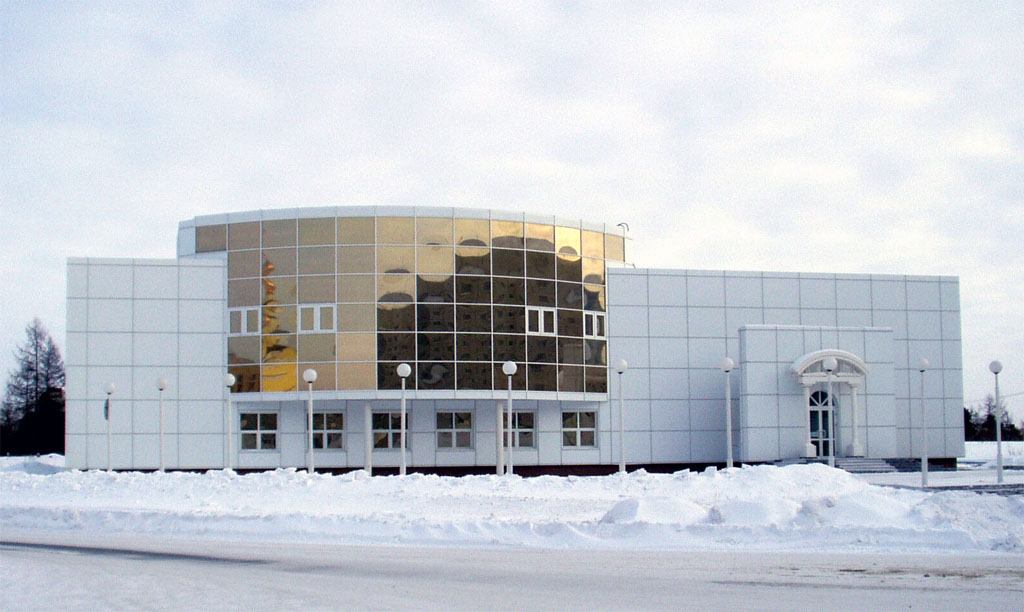
Paleis van de Trouwerijen.
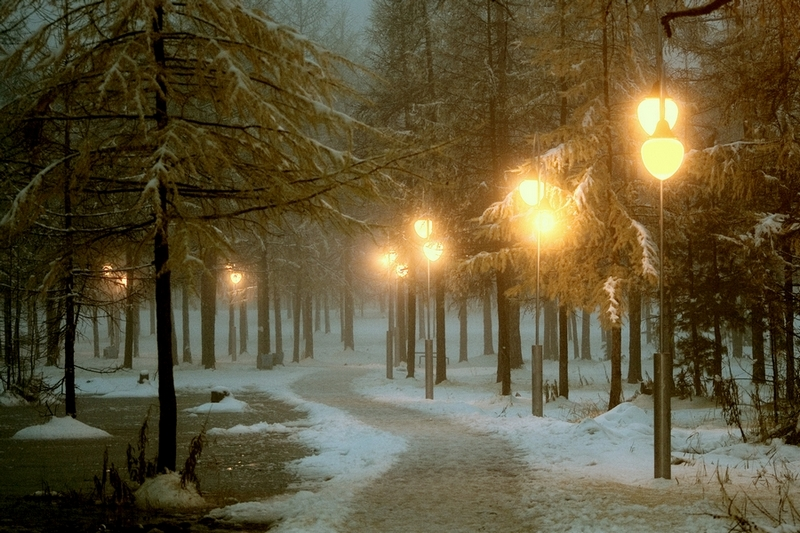
Park van Nadym in de winter.
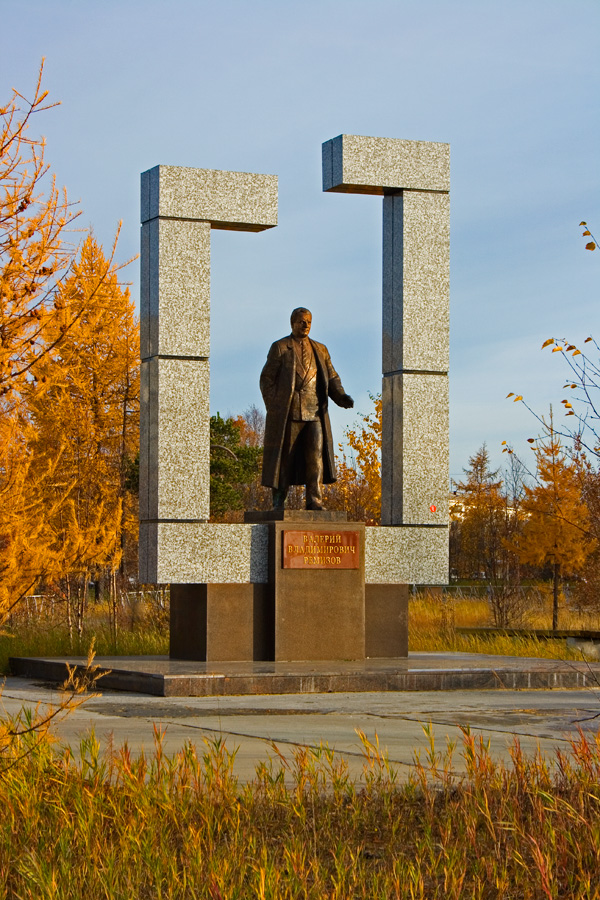
Standbeeld ter ere van Valeri V. Remizov.

Bestuurlijk centrum: Salechard

Goebkinski · Labytnangi · Moeravlenko · Nadym · Nojabrsk · Novy Oerengoj · Tarko-Sale
Bestuurlijk centrum: Nadym

Jagelny · Jamburg · Koetopjoegan · Lonjoegan · Nori · Nyda · Pangody · Pravochettinski · Priozerny · Stary Nadym · Zapoljarny